# 24 uur van Le Mans 1956

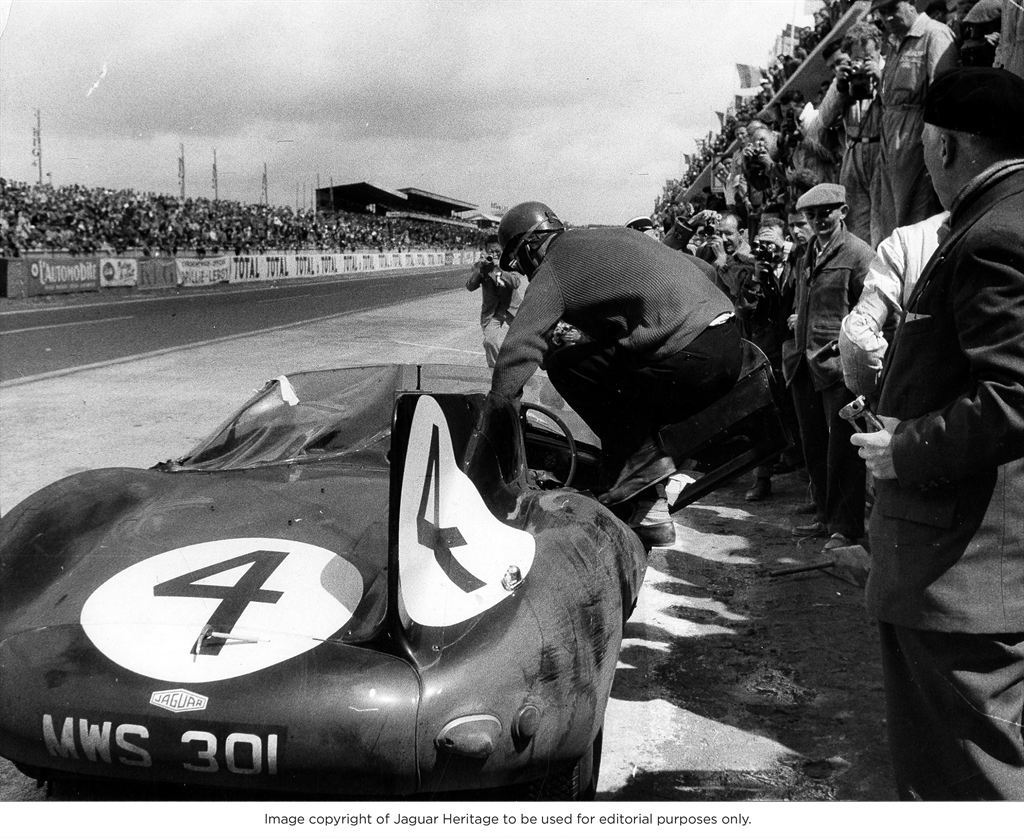
De winnende auto: de Jaguar D-Type #4, tijdens een pitstop.

De 24 uur van Le Mans 1956 was de 24e editie van deze endurancerace. De race werd verreden op 28 en 29 juli 1956 op het Circuit de la Sarthe nabij Le Mans, Frankrijk. Normaal gesproken wordt de race in juni gehouden, maar deze werd een maand uitgesteld vanwege werkzaamheden aan het circuit. Deze werkzaamheden werden uitgevoerd naar aanleiding van de ramp die tijdens de vorige editie plaatsvond.
De race werd gewonnen door de Ecurie Ecosse #4 van Ninian Sanderson en Ron Flockhart, die allebei hun eerste Le Mans-zege behaalden. De S 3.0-klasse werd gewonnen door de Aston Martin Ltd. #8 van Stirling Moss en Peter Collins. De S 1.5-klasse werd gewonnen door de Porsche KG #25 van Wolfgang von Trips en Richard von Frankenberg. De S 1.1-klasse werd gewonnen door de Lotus Engineering #36 van Reg Bicknell en Peter Jopp. De S 750-klasse werd gewonnen door de Automobiles Deutsch et Bonnet #40 van Gérard Laureau en Paul Armagnac.
Vroeg in de race kwam Louis Héry om het leven bij een ongeluk. Hij crashte in de bocht Maison Blanche. Zijn auto rolde hierbij over de kop en viel uit elkaar. Héry raakte zwaargewond bij het ongeval en overleed op weg naar het ziekenhuis in de ambulance.

## Race
Winnaars in hun klasse zijn vetgedrukt. Auto's die minder dan 70% van de afstand van de winnaar van hun klasse hadden afgelegd werden niet geklasseerd. De #6 Robert Walshaw en de #22 Los Amigos werden gediskwalificeerd omdat de brandstof van deze auto's te vroeg werd bijgevuld.
| Pos. | Klasse | No. | Team                                 | Coureurs                                                   | Chassis                | Motor                 | Ronden |
| ---- | ------ | --- | ------------------------------------ | ---------------------------------------------------------- | ---------------------- | --------------------- | ------ |
| 1    | S 5.0  | 4   | Ecurie Ecosse                        | Ninian Sanderson Ron Flockhart                             | Jaguar D-Type          | Jaguar 3.4L S6        | 300    |
| 2    | S 3.0  | 8   | Aston Martin Ltd.                    | Stirling Moss Peter Collins                                | Aston Martin DB3S      | Aston Martin 2.9L S6  | 299    |
| 3    | S 3.0  | 12  | Scuderia Ferrari                     | Olivier Gendebien Maurice Trintignant                      | Ferrari 625 LM         | Ferrari 2.5L S4       | 293    |
| 4    | S 5.0  | 5   | Equipe Nationale Belge               | Jacques Swaters Freddy Rousselle                           | Jaguar D-Type          | Jaguar 3.4L S6        | 284    |
| 5    | S 1.5  | 25  | Porsche KG                           | Wolfgang von Trips Richard von Frankenberg                 | Porsche 550A Coupe     | Porsche 1498cc F4     | 282    |
| 6    | S 5.0  | 1   | Jaguar Cars Ltd.                     | Mike Hawthorn Ivor Bueb                                    | Jaguar D-Type FI       | Jaguar 3.4L S6        | 280    |
| 7    | S 1.1  | 36  | Lotus Engineering                    | Reg Bicknell Peter Jopp                                    | Lotus 11               | Climax FWA 1098cc S4  | 253    |
| 8    | S 1.1  | 33  | Cooper Car Company                   | Ed Hugus John Bentley                                      | Cooper T39             | Climax FWA 1098cc S4  | 252    |
| 9    | S 1.5  | 30  | Claude Bourillot                     | Claude Bourillot Henri Perroud                             | Maserati 150S          | Maserati 1497cc S4    | 245    |
| 10   | S 750  | 40  | Automobiles Deutsch et Bonnet        | Gérard Laureau Paul Armagnac                               | DB HBR-5 Spyder        | Panhard 747cc F2      | 231    |
| 11   | S 750  | 45  | Automobiles Deutsch et Bonnet        | Jean-Claude Vidilles Jean Thépenier                        | DB HBR-5 Coupé         | Panhard 747cc F2      | 225    |
| 12   | S 750  | 46  | Automobiles Deutsch et Bonnet        | André Héchard Roger Masson                                 | DB HBR-4 Spyder        | Panhard 747cc F2      | 220    |
| NC   | S 1.5  | 34  | Roland Bourel                        | Roland Bourel Maurice Slotine                              | Porsche 356A           | Porsche 1290cc F4     | 212    |
| 13   | S 1.1  | 41  | Just-Emile Vernet                    | Jean-Marie Dumazer Lucien Campion                          | VP 166R                | Renault 845cc S4      | 210    |
| DNF  | S 3.0  | 14  | Aston Martin Ltd.                    | Reg Parnell Tony Brooks                                    | Aston Martin DBR1/250  | Aston Martin 2.5L S6  | 246    |
| DNF  | S 3.0  | 17  | Automobiles Talbot                   | Jean Behra Louis Rosier                                    | Talbot-Lago Sport      | Maserati 2.5L S6      | 220    |
| DSQ  | S 5.0  | 6   | Robert Walshaw                       | Robert Walshaw Peter Bolton                                | Jaguar XK140           | Jaguar 3.5L S6        | 209    |
| DNF  | S 3.0  | 9   | Aston Martin Ltd.                    | Peter Walker Roy Salvadori                                 | Aston Martin DB3S      | Aston Martin 2.9L S6  | 173    |
| DNF  | S 1.5  | 32  | Lotus Engineering                    | Colin Chapman Herbert MacKay-Fraser                        | Lotus 11               | Climax FWB 1459cc S4  | 172    |
| DSQ  | S 2.0  | 22  | Los Amigos                           | François Picard Bob Tappan Howard Hively                   | Ferrari 500 TR         | Ferrari 1985cc S4     | 137    |
| DNF  | S 1.5  | 24  | Porsche KG                           | Umberto Maglioli Hans Herrmann                             | Porsche 550A Coupé     | Porsche 1498cc F4     | 136    |
| DNF  | S 1.1  | 37  | René Breuil                          | Jean Py Yves Dommée                                        | RB Sport               | OSCA 1093cc S4        | 116    |
| DNF  | S 3.0  | 10  | Scuderia Ferrari                     | Phil Hill André Simon                                      | Ferrari 625 LM         | Ferrari 2.5L S4       | 107    |
| DNF  | S 2.0  | 23  | Automobiles Frazer Nash Ltd.         | Richard Stoop Tony Gaze                                    | Frazer Nash Sebring    | Bristol 1977cc S6     | 100    |
| DNF  | S 3.0  | 16  | Automobiles Gordini                  | Hermano da Silva Ramos André Guelfi                        | Gordini T23S           | Gordini 2.5L S6       | 90     |
| DNF  | S 1.1  | 35  | Lotus Engineering                    | Cliff Allison Keith Hall                                   | Lotus 11               | Climax FWA 1098cc S4  | 89     |
| DNF  | S 3.0  | 15  | Automobiles Gordini                  | Robert Manzon Jean Guichet                                 | Gordini T15S           | Gordini 2.5L S8       | 80     |
| DNF  | S 3.0  | 19  | Jean-Paul Colas                      | Serge Nersessian Georges Monneret                          | Salmson 2300S Coupé    | Salmson 2.3L S4       | 80     |
| DNF  | S 2.0  | 20  | Equipe Nationale Belge               | Lucien Bianchi Alain de Changy                             | Ferrari 500 TR         | Ferrari 1985cc S4     | 76     |
| DNF  | S 1.5  | 29  | Automobiles Gordini                  | André Milhoux Clarence de Clareur                          | Gordini T17S           | Gordini 1495cc S6     | 67     |
| DNF  | S 750  | 48  | Moretti Automobili                   | Marcel Lauga Jean-Michel Durif                             | Moretti 750 Gran Sport | Moretti 747cc S4      | 62     |
| DNF  | S 2.0  | 21  | Pierre Meyrat                        | Pierre Meyrat Fernand Tavano                               | Ferrari 500 TR         | Ferrari 1985cc S4     | 61     |
| DNF  | S 1.5  | 26  | Porsche KG                           | Max Nathan Helm Glöckler                                   | Porsche 356 Carrera    | Porsche 1498cc F4     | 61     |
| DNF  | S 3.0  | 7   | Paul Alfons von Metternich-Winneburg | Paul Alfons von Metternich-Winneburg Wittigo von Einsiedel | Mercedes-Benz 300SL    | Mercedes-Benz 3.0L S6 | 58     |
| DNF  | S 750  | 49  | Automobiles Panhard                  | Jean Hémard Pierre Flahaut                                 | Panhard-Monopole X89   | Panhard 745cc F2      | 50     |
| DNF  | S 1.5  | 27  | Wolfgang Seidel                      | Carel Godin de Beaufort Mathieu Hezemans                   | Porsche 550 RS Spyder  | Porsche 1498cc F4     | 48     |
| DNF  | S 750  | 50  | Automobiles Panhard                  | Pierre Chancel André Beaulieux                             | Panhard-Monopole X88   | Panhard 745cc F2      | 46     |
| DNF  | S 1.5  | 28  | G. Olivier                           | Claude Storez Helmut Polensky                              | Porsche 550 RS Spyder  | Porsche 1498cc F4     | 45     |
| DNF  | S 750  | 52  | Automobili Stanguellini              | René-Philippe Faure Gilbert Foury                          | Stanguellini 750 Sport | Stanguellini 741cc S4 | 36     |
| DNF  | S 1.5  | 31  | Louis Cornet                         | Louis Cornet Robert Mougin                                 | Maserati 150S          | Maserati 1487cc S4    | 35     |
| DNF  | S 3.0  | 18  | Automobiles Talbot                   | Jean Lucas Geoffredo Zehender                              | Talbot-Lago Sport      | Maserati 2.5L S6      | 32     |
| DNF  | S 750  | 53  | Automobili Stanguellini              | Pierre Duval Georges Guyot                                 | Stanguellini 750 Sport | Stanguellini 741cc S4 | 23     |
| DNF  | S 750  | 47  | Moretti Automobili                   | Marceau Esculus François Guillaud                          | Moretti 750 Gran Sport | Moretti 747cc S4      | 22     |
| DNF  | S 750  | 51  | Louis Héry                           | Louis Héry Lucien Pailler                                  | Monopole X86           | Panhard 745cc F2      | 5      |
| DNF  | S 750  | 42  | Automobili OSCA                      | Jean Laroche Rémy Radix                                    | OSCA 750 S             | OSCA 749cc S4         | 4      |
| DNF  | S 5.0  | 3   | Jaguar Cars Ltd.                     | Jack Fairman Ken Wharton                                   | Jaguar D-Type          | Jaguar 3.4L S6        | 3      |
| DNF  | S 750  | 44  | Automobiles Deutsch et Bonnet        | Fernand Carpentier Pierre Savary                           | DB HBR-5 Coupé         | Panhard 747cc F2      | 2      |
| DNF  | S 3.0  | 11  | Scuderia Ferrari                     | Alfonso de Portago Duncan Hamilton                         | Ferrari 625 LM         | Ferrari 2.5L I4       | 2      |
| DNF  | S 5.0  | 2   | Jaguar Cars Ltd.                     | Paul Frère Desmond Titterington                            | Jaguar D-Type          | Jaguar 3.4L S6        | 2      |

1923 · 1924 · 1925 · 1926 · 1927 · 1928 · 1929 · 1930 · 1931 · 1932 · 1933 · 1934 · 1935 · 1936 · 1937 · 1938 · 1939 · 1940 - 1948 · 1949 · 1950 · 1951 · 1952 · 1953 · 1954 · 1955 (Ramp) · 1956 · 1957 · 1958 · 1959 · 1960 · 1961 · 1962 · 1963 · 1964 · 1965 · 1966 · 1967 · 1968 · 1969 · 1970 · 1971 · 1972 · 1973 · 1974 · 1975 · 1976 · 1977 · 1978 · 1979 · 1980 · 1981 · 1982 · 1983 · 1984 · 1985 · 1986 · 1987 · 1988 · 1989 · 1990 · 1991 · 1992 · 1993 · 1994 · 1995 · 1996 · 1997 · 1998 · 1999 · 2000 · 2001 · 2002 · 2003 · 2004 · 2005 · 2006 · 2007 · 2008 · 2009 · 2010 · 2011 · 2012 · 2013 · 2014 · 2015 · 2016 · 2017 · 2018 · 2019 · 2020 · 2021 · 2022 · 2023 · 2024